# Borna Ćorić
Borna Ćorić, hrvaški tenisač * 14. november 1996 Zagreb, Hrvaška. 
Velja za enega najboljših hrvaških tenisačev. 5. novembra 2018 je dosegel svojo najboljšo uvrstitev posamezno na 12. mesto sveta. Trenutno je hrvaški teniški igralec številka 1.